# Ford Atlas

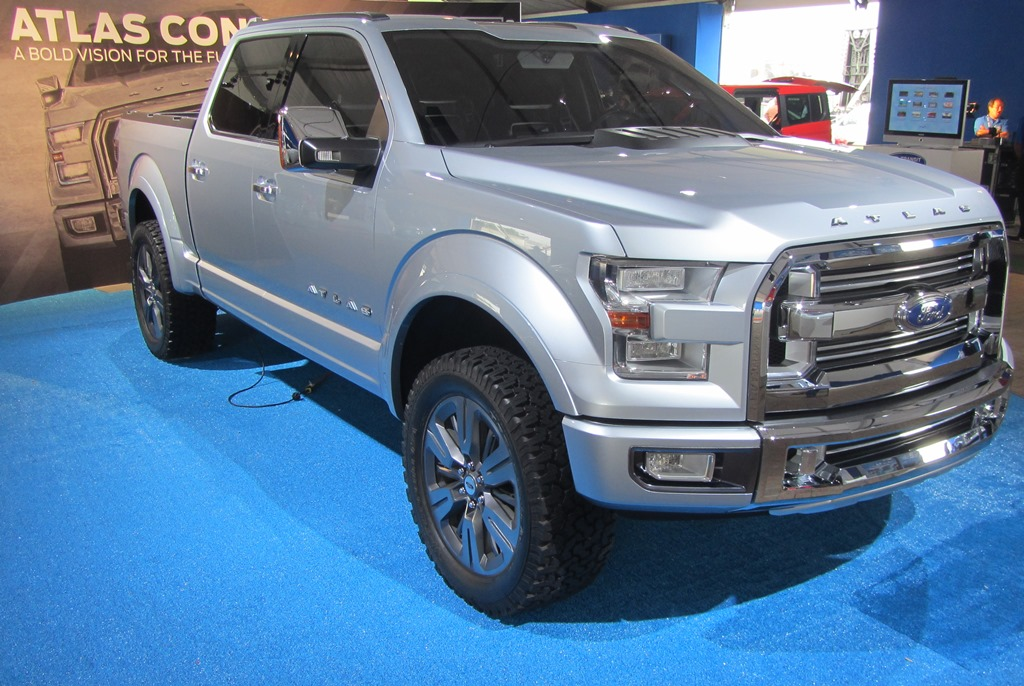
Ford Atlas

À ne pas confondre avec Volkswagen Atlas.
Le Ford Atlas est un concept car de pick-up qui a été dévoilé par Ford le 15 janvier 2013 en avant-première de la treizième génération du Ford F-Series, le changement le plus notable étant le passage à une construction principalement en aluminium. Ses caractéristiques incluent un éclairage LED, rampes de chargement cachées, caméras tout autour et aérodynamique active destinée à améliorer l'efficacité énergétique à haute vitesse,. L'aérodynamique active devrait améliorer l'économie de carburant de l'Atlas de deux miles par gallons.

## Fonctionnalités
Une caméra à 360 degrés offre une vue à vol d'oiseau lors de la conduite à basse vitesse et aide le pick-up à pénétrer dans les petits espaces. La nouvelle marche du hayon a été conçue pour une entrée facile dans la benne du pick-up. Une autre caractéristique est les rampes de chargement qui ont été conçues pour faciliter le chargement d'articles sur roues. L'assistant Trailer Backup aligne automatiquement le pick-up avec la remorque. La dernière fonction est le bouton start/stop automatique. Cette fonction visait à améliorer l'économie de carburant.
Le kilométrage est amélioré grâce au bouton start/stop et aux volets de calandre actifs. Le poids est inconnu, mais la prochaine génération de F150 basée sur le concept Atlas pourrait peser 700 livres de moins que le F-150 actuel en raison de l'utilisation intensive d'aluminium.

### Intérieur
L'intérieur a un éclairage LED bleu, quatre climatiseurs, un écran avec GPS et deux porte-gobelets. L'Atlas dispose également de sièges en cuir. Il y a aussi une banquette arrière avec un petit écran et deux climatiseurs.

### Extérieur
L'Atlas dispose de prises de 110 volts dans la benne. Il aura également des marches dans le hayon. L'avant a des barrages d'air réglables. Cette fonctionnalité a été ajoutée pour améliorer l'efficacité énergétique et améliore la garde au sol en tout-terrain. Les volets de calandre actifs amélioreront également l'efficacité énergétique.